# Quartet de corda núm. 10 (Mozart)
El Quartet de corda núm. 10 en do major, K. 170, és una composició de Wolfgang Amadeus Mozart acabada l'agost de 1773, a Viena, durant una nova estada a la ciutat. Es tracta del tercer d'una sèrie de sis quartets, els coneguts com a Quartets vienesos.
Consta de quatre moviments:
1. Andante
2. Menuetto
3. Un poco allegro
4. Rondeau-Allegro

El moviment inicial és una sèrie de variacions amb un tema que recorda a l'usat en el Quartet de corda op. 9, núm. 5 en si bemoll major de Joseph Haydn. La segona frase del moviment lent conté el tema inicial del Quartet de corda op. 9, núm. 4 en re menor de Haydn.